# Calyptomyrmex nummuliticus
Calyptomyrmex nummuliticus (лат.) — вид мелких муравьёв рода Calyptomyrmex из подсемейства Myrmicinae (Formicidae). Африка (Берег Слоновой Кости, Гана, Камерун, Нигерия).

## Описание
Мелкие муравьи, длина тела около 3 мм. От других африканских видов рода отличается крупными размерами (ширина головы HW 0,78-0,98 мм, PW 0,54-0,68 мм) и многочисленными чешуевидными волосками, покрывающими голову, грудь и брюшко. Основная окраска тела буровато-чёрного цвета. Проподеум угловатый, но без явных шипиков. Глаза мелкие (менее 15 омматидиев). На голове развиты глубокие усиковые бороздки, полностью вмещающие антенны. Усики самок и рабочих 12-члениковые с булавой из 3 вершинных члеников (у самцов усики 12-члениковые, но без булавы). Максиллярные щупики 2-члениковые, нижнечелюстные щупики из 2 члеников. Наличник широкий с двулопастным выступом (клипеальная вилка). Стебелёк между грудкой и брюшком состоит из двух члеников: петиолюса и постпетиолюса (последний четко отделен от брюшка), жало развито, куколки голые (без кокона). Петиоль, постпетиоль и брюшко пунктированные. Вид был впервые описан в 1914 году швейцарским мирмекологом Феликсом Санчи (Felix Santschi, 1872—1940) по типовым материалам из Камеруна, а его валидный статус подтверждён в ходе ревизии в 1981 году английским мирмекологом Барри Болтоном (B.Bolton, British Museum (Natural History), Лондон, Великобритания).